# Setia bruggeni
Setia bruggeni is een slakkensoort uit de familie van de Rissoidae. De wetenschappelijke naam van de soort is voor het eerst geldig gepubliceerd in 1984 door Verduin.